# Leptodontium apiculatum
Leptodontium apiculatum là một loài rêu trong họ Pottiaceae. Loài này được R.H. Zander mô tả khoa học đầu tiên năm 1972.